# Dacus kurrensis
Dacus kurrensis är en tvåvingeart som beskrevs av White och Goodger 2009. Dacus kurrensis ingår i släktet Dacus och familjen borrflugor.
Artens utbredningsområde är Nigeria. Inga underarter finns listade i Catalogue of Life.